# M/S Romantika

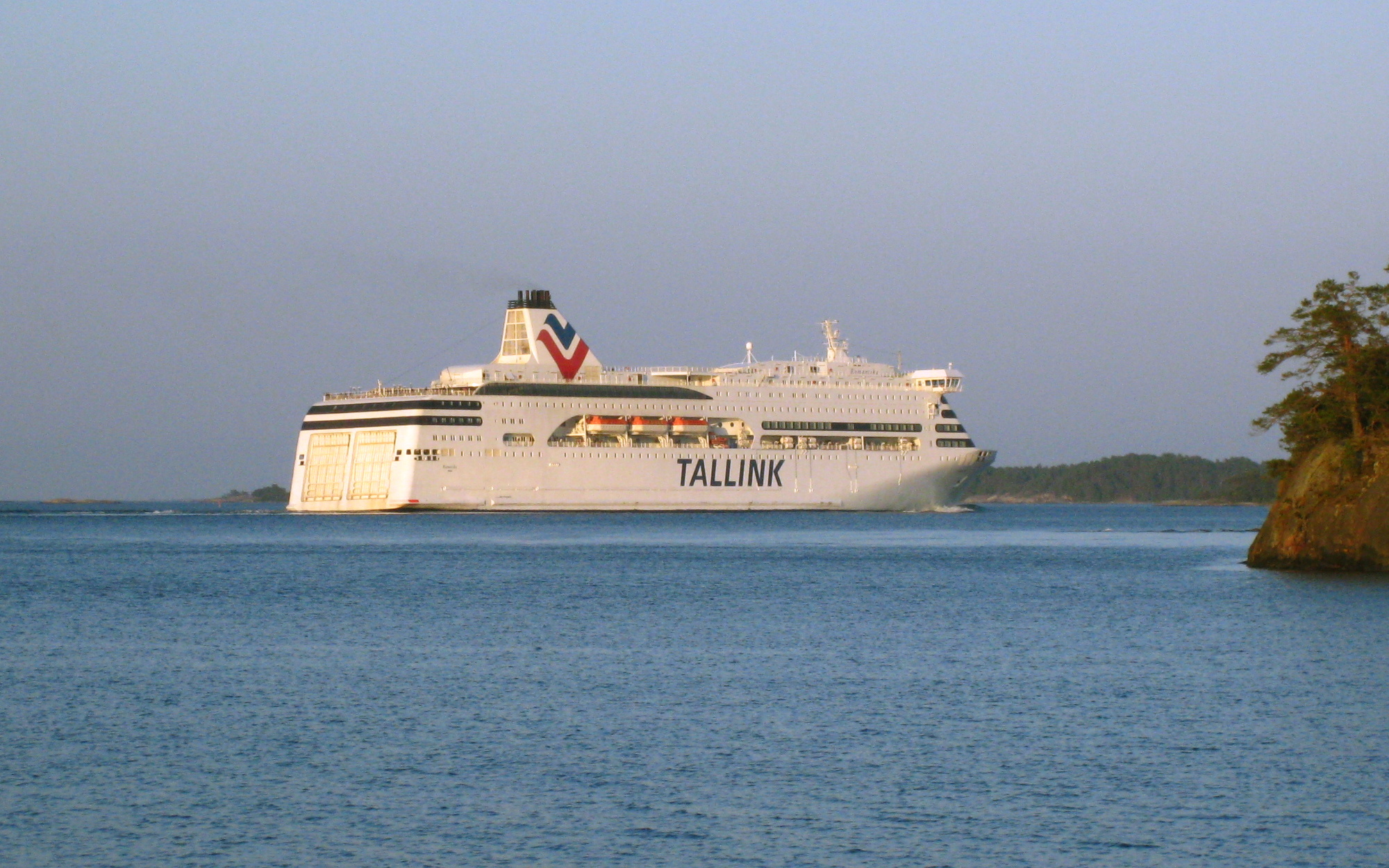
M/S Romantika utanför Vindalsö.

M/S Romantika är en kryssningsfärja som ägs av AS Tallink Grupp. Romantika byggdes 2002 av Aker Finnyards i Raumo och var Tallinks första nybygge. Fartyget har tolv däck, 727 hytter och plats för 2 500 passagerare. Det finns fem restauranger, två barer, tre danssalonger och en spaavdelning med bastu, turkisk ångbastu, jacuzzi samt loungebar utomhus.
Fartyget sattes i trafik på sträckan Helsingfors-Tallinn den 21 maj 2002.  Den 6 maj 2006 började fartyget istället trafikera sträckan Stockholm-Mariehamn-Tallinn Från 8 maj 2009 började fartyget istället trafikera Stockholm-Riga. 7 augusti 2014 flyttade fartyget tillbaka till rutten Stockholm-Tallinn för att återigen den 12 december 2016 börja trafikera Stockholm-Riga.
Med anledning av Covid-19-pandemin började fartyget den 15 maj 2020 enbart köra ett begränsat antal avgångar på sträckan Stockholm-Riga och under sommaren 2020 ett antal specialkryssningar på sträckan Helsingfors-Riga.
Mellan juli 2021 och oktober 2021 blev fartyget chartrad och insatt på sträckan Tanger Med och Sete. För att därefter användas som hotellfartyg under Förenta nationernas klimatkonferens 2021 i Glasgow.
Färjan blev därefter chartrad från mars 2022 till augusti 2023 till Holland Norway Lines. Fartyget skulle från början vara uthyrd i tre år med en möjlig förlängning på ytterligare två år. Hos Holland Norway Lines trafikerade fartyget rutten Eemshaven - Kristiansand, Cuxhaven - Kristiansand samt Emden - Kristiansand. 

## Bildgalleri

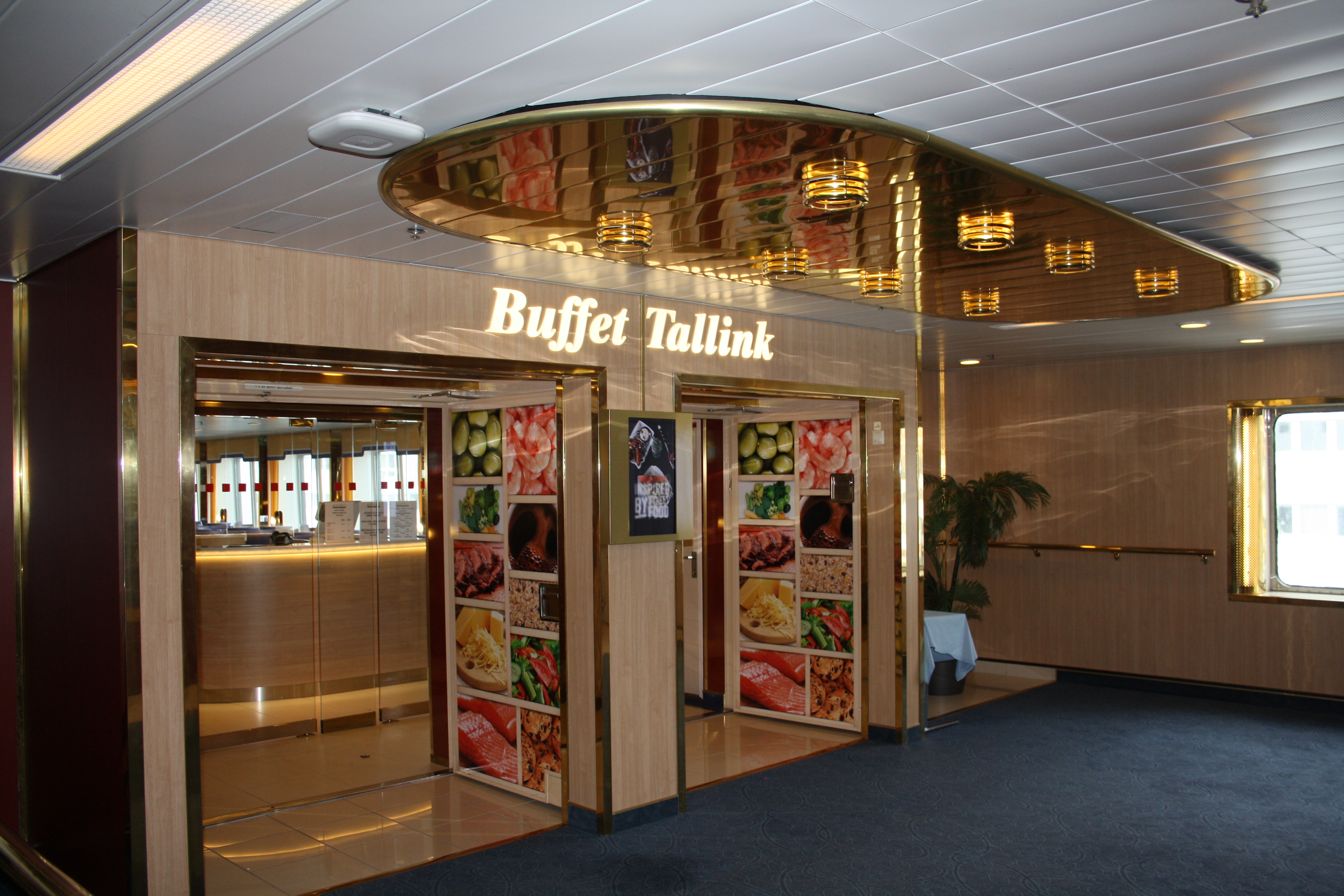
Buffet Tallink
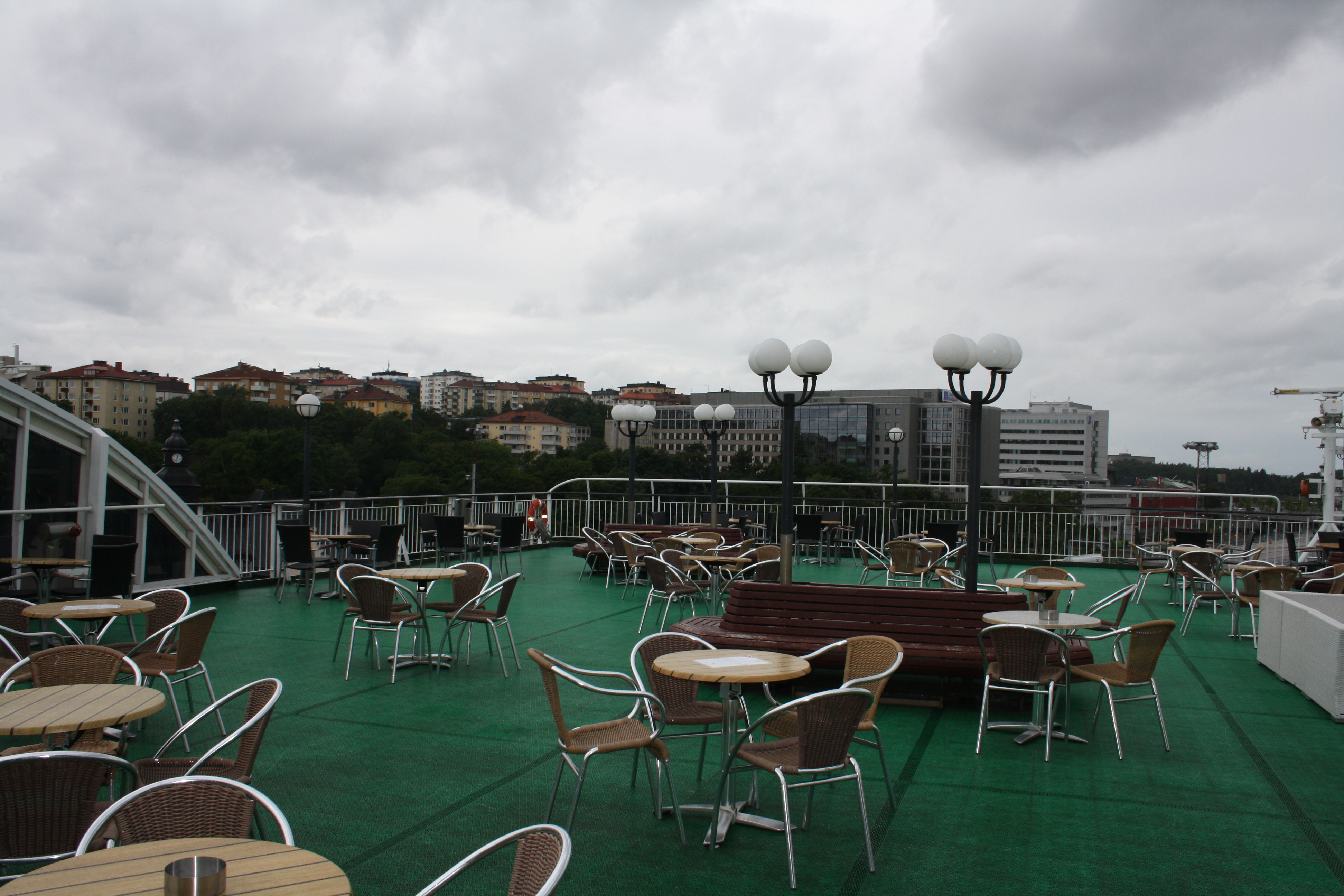
Ute på däck
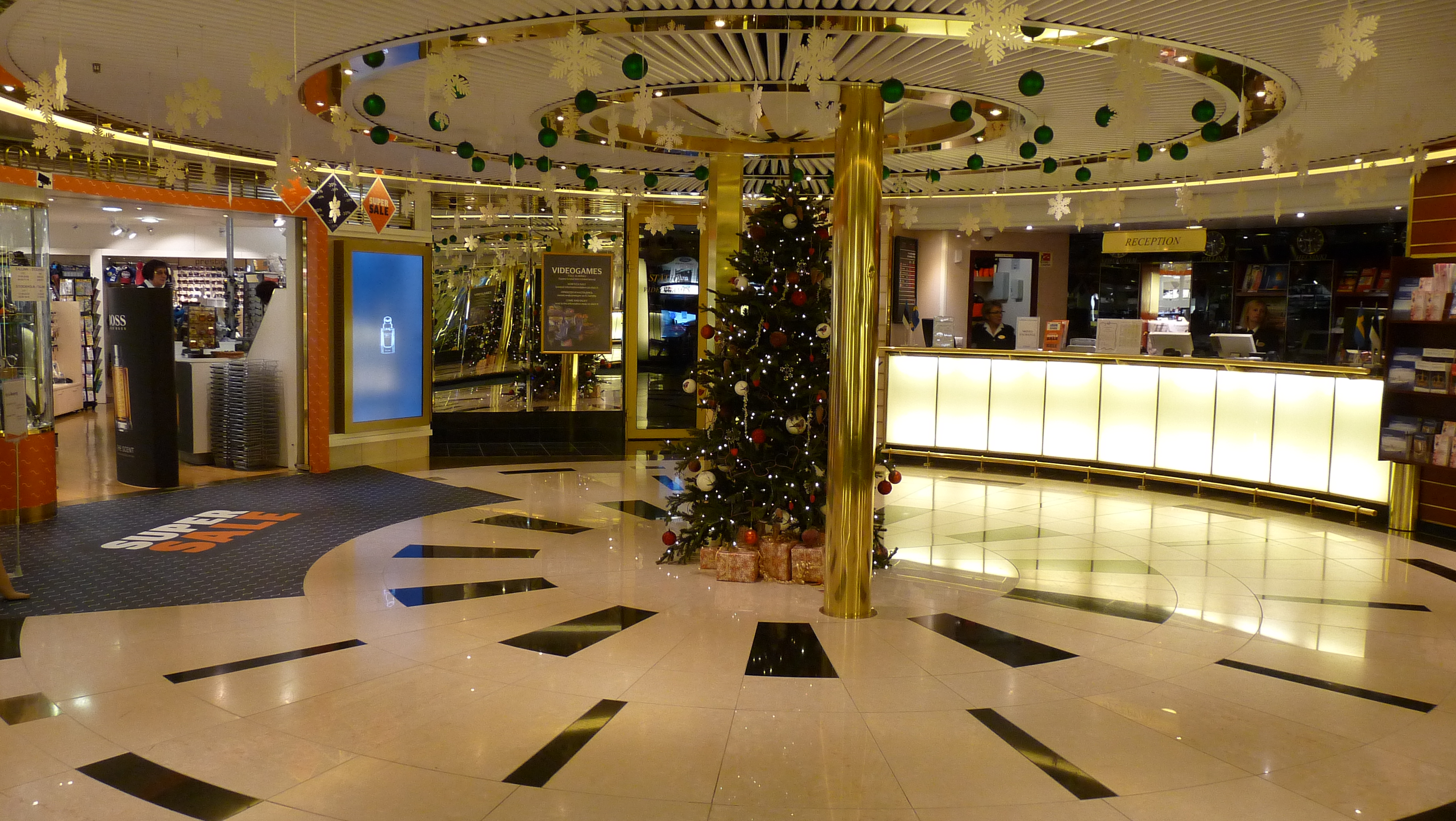
Reception och parfymeri
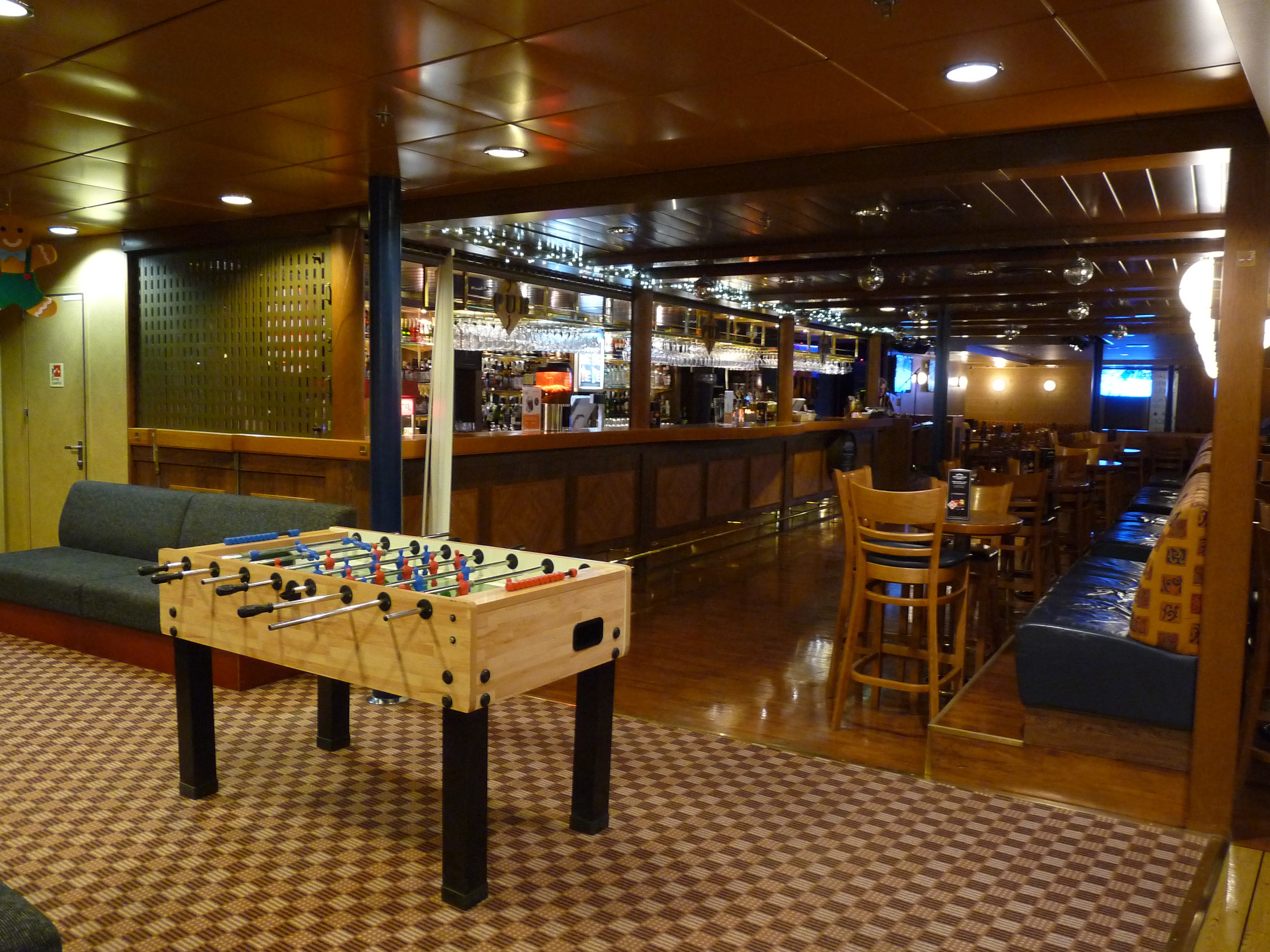
Pub